# Едмънд Локир
Едмънд Локир (на английски: Edmund Lockyer) е английски армейски офицер, изследовател на Австралия.

## Произход и военна кариера (1784 – 1825)
Роден е на 21 януари 1784 година в Плимут, графство Девън, Англия, в семейството на Томас Локир, производител на планери, и съпругата му Ан Гроуз. Започва своята армейска кариера през юни 1803 като знаменосец в 19-и полк. В началото на 1805 е повишен в чин лейтенант, а през август същата година става капитан. През април 1825 г., вече като майор, заедно с целия си полк е прехвърлен в Сидни, Австралия. Локир взема в това плаване жена си и десетте си деца.

## Изследователска дейност (1825 – 1827)
През август и септември 1825 г. прави първото си пътешествие, като изследва течението на река Бризбейн и там открива големи залежи на въглища.
В края на 1826 възглавява експедиция от 20 войници и 23 затворници, която да закрепи за Великобритания югозападната част на Австралия. На 25 декември 1826 експедицията достига до залива Кинг Джордж (35°03′ ю. ш. 117°58′ и. д. / 35.05° ю. ш. 117.966667° и. д.), на брега му основава първия град Олбъни в Западна Австралия и през февруари 1827 открива река Калган, вливаща се в залива. Завръща се в Сидни на 3 април 1827 г.

## Следващи години (1827 – 1860)
След завръщането си от експедицията напуска армията и се установява в Сидни. През 1828 е назначен за главен инспектор на пътищата и мостовете. През декември 1829 става полицейски магистрат в Парамата (предградие на Сидни), а от февруари до декември 1830 е началник на полицията там.
Умира на 10 юни 1860 година в Сидни на 76-годишна възраст.

## Памет
Неговото име носят:
- град Локир (35°02′ ю. ш. 117°51′ и. д. / 35.033333° ю. ш. 117.85° и. д.) в щата Западна Австралия, предградие на град Олбъни;
- река Локир Крийк (27°25′ ю. ш. 152°36′ и. д. / 27.416667° ю. ш. 152.6° и. д.) в щата Куинсланд.